# Unidos da Vila Mamona
Grêmio Recreativo Escola de Samba Unidos da Vila Mamona é uma escola de samba de Corumbá, fundada em 08 de Agosto de 1981, e detentora de 17 títulos do carnaval corumbaense, sendo a segunda maior campeã da cidade. Seu último título conquistado foi no ano de 2017 na gestão de Marcelino Toledo como presidente e Claudinho Tasso como carnavalesco.

## História
A Unidos da Vila Mamona nasce em 1981, na região de nome homônimo, na parte baixa do bairro Universitário, fruto da vontade de moradores locais, sendo Dona Gregória considerada sua fundadora oficial. A escola nasce como bloco e aproveita o "espólio" da recém-desativada Imperatriz, recebendo sua bateria. O primeiro simbolo da escola é o cumprimento de mãos, sendo a águia, tão conhecida no carnaval corumbaense, introduzida posteriormente, co-habitando o pavilhão da escola.
Já no seu primeiro desfile como escola de samba, o samba levado para avenida em 1983 torna-se um clássico no carnaval corumbaense. "Os Mistérios do Mar", também conhecido como "Permita-me Contar", de autoria de João Luiz e Serginho, é até hoje lembrado nos eventos carnavalescos da cidade. A escola colecionou títulos nas décadas de 80 e 90, até meados dos anos 2000, onde começa a travar batalhas momescas com o Império do Morro, que retoma suas funções em 2003. 
Em 2004, a Vila emplaca outro dos seus clássicos, no enredo sobre o "13", com samba de autoria de João Batista, o JB, maior vencedor de sambas da agremiação. "Minha Vila é um gato preto, louquinha de tanto rir", a escola vence o carnaval numa apuração conturbada, dividindo o titulo com o Império do Morro.
Em 2008 conquistou outro título no grupo especial cantando na avenida o pantanal sul-mato-grossense, com samba de autoria de Marcos César, quebrando uma sequência de sambas de enredo vencidos por JB. Em 2009, cantou na avenida "As danças do Brasil", num desfile ousado para os padrões da época, mas conquistou apenas o vice-campeonato.
No ano de 2010, apresentou um enredo sobre a história dos carnavais de sua cidade, no passado, no presente, e arriscando como seriam os carnavais do futuro; obteve 175,9 pontos, e sagrou-se vice-campeã do Grupo Especial.
Em 2011, com um desfile sobre a Civilização Árabe, mais uma vez um samba da Vila Mamona torna-se o mais cantado da cidade, sendo de autoria de Victor Raphael e parceiros. "Vila Mamona é Festa" inova desde o concurso de sambas, tendo gravação de estúdio veiculado em rádios e fazendo do seu intérprete, Nino Samba Show, o intérprete oficial da agremiação. Porém, no desfile, mesmo que agraciado com boa recepção pelo público presente e contando com a presença do Mestre Felipão, vindo do Rio de Janeiro para ensaiar a bateria, descumpriu o regulamento no número mínimo de baianas e a exposição de um gerador de energia, perdendo 3 pontos e meio, ficando na quinta colocação, e por consequência, rebaixada ao Grupo de acesso pela primeira vez em sua história. 
Em 2012, o presidente eleito Marcelo Iunes, em substituição a Daniel Chaim, contratou o carnavalesco campeão do Grupo de Acesso em 2011, Kiro Panovitch, além de manter no microfone principal o intérprete carioca Nino Samba Show. Teve um enredo sobre seus 30 anos e garantiu seu retorno ao Grupo Especial em 2013, com um fato curioso: em 2012 os autores do samba da escola foram Pedrão em fusão com a obra de Wander Timbalada, compositores com forte identificação com o Império do Morro. Já a sua concorrente teve um samba de Victor Raphael, em parceria com Shazam, que ganhara no ano anterior o concurso da Vila Mamona.
Em 2013, com o enredo "Nas asas da águia, viajando sobre Corumbá, orgulho de ser pantaneiro", os versos do samba enredo diziam que a Vila Mamona "nasceu pra brilhar", e sua expectativa era grande, com o carnaval presidido pelo Seu Nenê, de forte identificação com a agremiação. A escola aposta em Sandro Assef como carnavalesco e Victor Raphael volta a ganhar o concurso de sambas. Problemas internos marcam os últimos dias de preparação para os desfiles, com falta de recursos financeiros e materiais, a Vila fez um dos piores desfiles de sua história, com direito a um mal-súbito de Maria Helena, lendária porta-bandeira da Imperatriz Leopoldinense, contratada junto a Chiquinho, seu filho e mestre-sala para defender o pavilhão da escola, em frente a primeira cabine de jurados, proporcionando a perda de 20 pontos por não exibição obrigatória do casal de Mestre-Sala e Porta-Bandeira. Outra situação inusitada fora o abandono dos empurradores do abre-alas, que, ao final de sua passagem foi levado até a dispersão empurrado por Luciano Costa e Marcelo Iunes (dois ex-presidentes), Victor Raphael e Rogério César (compositores). A agremiação ficou em quinto lugar e, naquele ano não era previsto rebaixamento, pois havia uma resolução da LIESCO para o retorno do Grupo Único. Numa virada de mesa impressionante, a Vila volta a habitar o Grupo de Acesso em 2014, por uma mudança realizada em reunião do Conselho Deliberativo da Liga.
No ano de 2014, com um enredo falando sobre o cinema e administrada por uma comissão de notáveis mamonenses, capitaneada pelo diretor de carnaval Zé Maria, a Vila Mamona fez,  para muitos,  o melhor desfile do ano,  mesmo estando no Grupo de Acesso e conquistou o título da divisão, proporcionando a mesma desfilar novamente no Grupo Especial no ano seguinte, sob a presidência de Deilson Conde, com o enredo  "Mulheres Negras do Brasil", de autoria de Victor Raphael, com desenvolvimento plástico-artístico do carnavalesco Edilson de Oliveira, com samba da parceria Tricampeã do prêmio Esplendor do Samba, concedido pelo jornal Diário Corumbaense.
Em 2016, a escola traz um ousado enredo sobre a música "Aquarela", de Toquinho, mais uma vez administrada por uma comissão administrativa . O samba é de Denílson e Victor Raphael e o interprete na avenida foi Cristiano Negão. A escola faz uma exibição regular e alcança a terceira posição.
Para 2017, assume a presidência Marcelino Toledo, que monta sua diretoria com pessoas que já haviam participado de outras agremiações, como é o caso de Vera Silva, identificada com a Caprichosos de Corumbá. Traz para a função de carnavalesco Claudinho Tasso e o samba de autoria solo de Denílson falava sobre o jogo em suas mais diversas formas. A agremiação faz um desfile correto e se sagra campeã do Grupo Especial após 9 anos de jejum.
Em 2018 e 2019 a escola passa por momentos delicados na avenida, com enredos sobre Medo e Ladário. Em 2019, Marcelino Toledo dá lugar à Ricardo Cavassa, o Cadino, que empreende algumas mudanças na escola para o ano de 2020, onde realiza a reedição do samba de 1983 com um novo nome: "A Vila vem Mostrar a Natureza". Num desfile problemático, com falta de baianas e estouro do tempo regulamentar, a escola consegue a quarta colocação. Em 2021, Dona Joana, uma das fundadoras da agremiação, retoma o posto de presidente da agremiação.

Em 2022, no retorno dos desfiles, a agremiação comemorou seus 40 anos, mas o problemático desfile, com falta de baianas e complicações na parte estética, conferiu apenas a sétima colocação. 

## Segmentos

### Presidentes
| Nome                     | Mandato   | Ref.  |
| ------------------------ | --------- | ----- |
| Lucila Lepaus            | 2010      |       |
| Daniel Chaim             | 2011      |       |
| Marcelo Iunes            | 2012      | [ 2 ] |
| Mário Moraes (Seu Nenê)  | 2013      |       |
| Comissão Administrativa  | 2014      |       |
| Deilson Conde            | 2015      |       |
| Comissão Administrativa  | 2016      |       |
| Marcelino Toledo         | 2017-2018 |       |
| Ricardo Cavassa (Cadino) | 2019-2020 |       |
| Dona Joana               | 2021-     |       |

### Intérpretes
| Período    | Intérprete oficial         |
| ---------- | -------------------------- |
| 2010       | Edmilton Di Bem            |
| 2011-2012  | Nino Samba Show            |
| 2013       | Pingo Sargento             |
| 2014       | Roxo                       |
| 2015       | Roxo e Denilson            |
| 2016       | Cristiano Negão e Denílson |
| 2017-2018  | Denílson                   |
| 2019       | Ricardo da Vila            |
| 2020-atual | Ninho Samba Bom            |

### Diretores
| Ano  | Diretor de Carnaval | Diretor de harmonia | Mestre de bateria | Ref. |
| ---- | ------------------- | ------------------- | ----------------- | ---- |
| 2011 | Sr Fernando         | Sr. Fernando        | Felipão           |      |
| 2012 | Sr. Fernando        | Sr. Fernando        | Xixo da Vila      |      |
| 2013 | Sr. Fernando        | Sr. Fernando        | Xixo da Vila      |      |
| 2014 | Zé Maria            | Victor Raphael      | Edinho            |      |
| 2015 | Victor Raphael      | Zé Maria            | Edinho            |      |
| 2016 | Comissão            | Comissão            | Edinho            |      |
| 2017 | Vera Silva          | Vera Silva          | Manoelzinho       |      |
| 2018 | Vera Silva          | Vera Silva          | Manoelzinho       |      |
| 2019 | Vera Silva          | Vera Silva          | Gabriel Cavassa   |      |
| 2020 | Rogério César       | Rogério César       | Igor Medeiros     |      |

### Casal de Mestre-sala e Porta-bandeira
| Ano       | Nome                                   | Ref. |
| --------- | -------------------------------------- | ---- |
| 2011      | Carlinhos Jóia e                       |      |
| 2012-2013 | Chiquinho e Maria Helena               |      |
| 2014      |                                        |      |
| 2015      | Salgadinho e Ângela                    |      |
| 2016      | Carlinhos Jóia e Ana Paula             |      |
| 2017      | Carlinhos Jóia e Ana Paula             |      |
| 2018      | Carlinhos Jóia e Ana Paula             |      |
| 2019      | Carlinhos Jóia e Adry                  |      |
| 2020      | Edelton Mendes Amorim e Vallessa Rocha |      |

### Corte de bateria
| Ano  | Rainha                      | Madrinha | Ref. |
| ---- | --------------------------- | -------- | ---- |
| 2010 | Cartilene Diniz             |          |      |
| 2011 | Cartilene Diniz             |          |      |
| 2012 | Cartilene Diniz             |          |      |
| 2013 | Graciele Chaveirinho        |          |      |
| 2014 | Cartilene Diniz             |          |      |
| 2015 | Cartilene Diniz             |          |      |
| 2016 | Nathassia Amaral            |          |      |
| 2017 | Taís Rojas e Isabella Monea |          |      |
| 2018 | Cartilene Diniz             |          |      |
| 2019 | Raiane Oliveira             |          |      |
| 2020 | Raiane Oliveira             |          |      |

## Carnavais
| Ano  | Colocação   | Grupo    | Enredo | Carnavalesco                                                  | Ref         |
| ---- | ----------- | -------- | --- | ------------------------------------------------------------- | ----------- |
| 2002 | Campeã      | Único    | Carnaval dos quatro elementos |                                                               |             |
| 2004 | Campeã      | Único    | O 13 |                                                               |             |
| 2005 | Vice-Campeã | Único    | Exaltação à Vila, minha vida, meu amor! |                                                               |             |
| 2006 | Vice-Campeã | Único    | Do céu a terra, energizando a vida, o progresso e o samba.                                                                                           |                                                               |             |
| 2007 | 3º lugar    | Especial | Olhos no passado, pés no futuro... A Vila pede passagem e apresenta a arte de viver a vida em Corumbá.                                               |                                                               |             |
| 2008 | Campeã      | Especial | Uma odisséia no Pantanal: trajetória de beleza e riquezas rumo ao desenvolvimento sustentável.                                                       |                                                               |             |
| 2010 | Vice-Campeã | Especial | Carnaval dos Carnavais, Folias em Corumbá | Ricardo Vilalva e Francis Fabian                              | [ 1 ] [ 4 ] |
| 2011 | 4º lugar    | Especial | Abra-te Sésamo: A Águia vai voar, do Oriente Médio à Corumbá                                                                                         | Ricardo Vilalva                                               |             |
| 2012 | Campeã      | Acesso   | Vila Mamona 30 anos: arquitetando sonhos em uma usina de emoções                                                                                     | Kiro Panovitch                                                | [ 2 ]       |
| 2013 | 5º lugar    | Especial | Nas asas da águia, viajando sobre Corumbá, orgulho de ser pantaneiro.                                                                                | Sandro Assef                                                  |             |
| 2014 | Campeã      | Acesso   | A Vila faz da avenida a calçada da 7ª arte | Edilson Oliveira                                              |             |
| 2015 | Vice-campeã | Especial | O brilho da noite, estrelas negras do nosso Brasil                                                                                                   | Edilson de Oliveira, Guerreiro, Cadino, Marcelo Botelho, Sena |             |
| 2016 | 3º lugar    | Especial | Aquarela | Edilson de Oliveira                                           |             |
| 2017 | Campeã      | Especial | O jogo já começou: a Vila se lança para a sorte | Claudinho Tasso                                               |             |
| 2018 | 8º lugar    | Especial | A Caixa de Surpresas se abriu e a Vila quer te perguntar: do que você tem medo?                                                                      | Claudinho Tasso                                               |             |
| 2019 | 6º lugar    | Especial | No voô da Águia, uma linda perola a se contemplar: Ladário, de belezas raras e povo altaneiros, onde o cancioneiro do Brasil inteiro vem se inspirar | Claudinho Tasso                                               |             |
| 2020 | 4º Lugar    | Especial | A Vila Vem Mostrar a Natureza (Reedição do Samba de 1983)                                                                                            | Kiro Panovitch                                                |             |